# Renzo Ragazzi
Renzo Ragazzi (Ferrara, 16 agosto 1929 – Ferrara, 20 aprile 2010) è stato un regista italiano.

## Biografia
Nasce a Ferrara dove giovanissimo è attivo nel campo culturale assieme al coetaneo Massimo Sani. Cinefilo, estimatore del concittadino Michelangelo Antonioni, assieme a Florestano Vancini, di cui è, poco più che ventenne, l'aiuto regista in diversi cortometraggi (Teatro minimo, Uomini soli), si dedica al documentario dove esordisce nel 1953 prima come co-regista poi realizzando diversi lavori come regista sin dal 1954 (I figli non sono della guerra, Possessione Cantelli, La Ferrara di Giorgio Bassani).
Fonda e dirige a Ferrara il cineclub Fedic e fa l'aiuto regista di Vancini in alcuni lungometraggi (La lunga notte del '43 nel 1960, La banda Casaroli nel 1962) oltre a Duccio Tessari (Il fornaretto di Venezia nel 1963), Luigi Comencini (La bugiarda nel 1964) e Fabio Pittorru (Amore mio spogliati... che poi ti spiego!) del 1974.
Nel 1969 dirige il film-inchiesta Il primo premio si chiama Irene girato in Danimarca, al quale collaboreranno i suoi amici e concittadini Fabio Pittorru e Massimo Felisatti, cui seguirà nel 1975, con la co-regia di Fabio Pittorru, il lungometraggio Amore mio spogliati... che poi ti spiego! con Umberto D'Orsi e Silvia Dionisio.
Ha anche diretto la seconda troupe televisiva dello sceneggiato Robinson Crusoe e collaborato, come segretario di edizione, a diversi film di Sergio Corbucci, Francesco Montemurro oltre ad aver fatto l'aiuto regista di Sergio Grieco e Massimo Felisatti nel 1976 nel film I violenti di Roma bene.
Residente da tempo a Roma, torna a Ferrara per sottoporsi ad alcune terapie nel vano tentativo di sconfiggere la malattia che lo affliggeva e che lo condurrà alla morte.

## Filmografia parziale
- Amore mio spogliati... che poi ti spiego!, co-regia con Fabio Pittorru (1975)